# Alexei Ptschelinzew
Alexei Ptschelinzew (kasachisch Алексей Пчелинцев; * 18. April 1991 in Alma-Ata) ist ein kasachischer Skispringer.

## Werdegang
Sein internationales Debüt gab Ptschelinzew im Dezember 2004 im Rahmen des Skisprung-Continental-Cups in Rovaniemi. Nachdem er aber mit Platz nur abgeschlagen in den letzten Plätzen landete, wurde er in der Folge bis Dezember 2005 nur im FIS Cup eingesetzt, gewann dort aber fast durchgängig Punkte. Daraufhin bekam er im Dezember 2005 erneut einen Startplatz im Continental Cup. Zwar konnte er sich nach und nach steigern, Punkte blieben aber auch weiter aus.
Bei den Nordischen Junioren-Skiweltmeisterschaften 2006 in Kranj erreichte er Rang 46 im Einzelspringen. Ein Jahr später reichte es für ihn in Tarvisio nur zu Rang 69. Auch 2008 in Zakopane gelang ihm als 44. nicht der Durchbruch, weshalb er auch weiterhin vorrangig im FIS Cup an den Start ging. B Bei den Junioren-Weltmeisterschaften 2009 in Štrbské Pleso wurde Ptschelinzew im Einzelspringen disqualifiziert. Auch mit der Mannschaft kam er im Teamspringen nicht über Rang 17 hinaus.
Erst im Dezember 2011 gelang ihm in seiner Heimat Almaty erstmals der Sprung in die Punkteränge im Rahmen des Skisprung-Continental-Cups. Daraufhin bekam er im Januar erstmals die Möglichkeit im Skisprung-Weltcup zu starten. Dabei blieb er am 15. Januar 2012 beim Skifliegen am Kulm jedoch ohne Punkteerfolg. Im Februar verpasste er in Willingen die Qualifikation für das Einzelspringen. Mit der Mannschaft erreichte er beim Team-Weltcup den 11. Platz.
Bei der Skiflug-Weltmeisterschaft 2012 in Vikersund verpasste er erneut die Qualifikation für das Einzelfliegen. Im Teamwettbewerb wurde er mit der Mannschaft Zehnter. Beim Skisprung-Grand-Prix 2012 im Sommer gelang ihm bei seiner einzigen Teilnahme in Almaty mit Rang 28 der Gewinn von drei Punkten, womit er am Ende den 79. Platz der Gesamtwertung erreichte.
Nachdem Ptschelinzew im Winter 2012/13 nicht an den Start gegangen war, startete er beim Skisprung-Grand-Prix 2013, blieb dabei jedoch erfolglos. Auch zu Beginn der Saison 2013/14 verpasste er in allen Einzelspringen die Qualifikation.

## Erfolge

### Grand-Prix-Platzierungen
| Saison | Platz | Punkte |
| ------ | ----- | ------ |
| 2012   | 79.   | 03     |